# 西歐聯盟
西歐聯盟（英語：Western European Union，簡稱，簡稱）是西歐各國以1948年的布魯塞爾條約為基礎而成立的建立的軍事暨防衛性組織，其總部設於布魯塞爾。西歐聯盟最初的成員為布魯塞爾條約的簽署國，而西德與意大利則於1954年加入。儘管歐洲聯盟與西歐聯盟並無正式的關係，但所有西歐聯盟的成員國均是歐盟成員。在里斯本条约替代了西欧联盟的军事和防卫目的后，西欧联盟遂于2011年6月30日解散。